# キリスト教社会同盟
バイエルン・キリスト教社会同盟（バイエルン・キリストきょうしゃかいどうめい、ドイツ語: Christlich-Soziale Union in Bayern e. V., 略称：CSU）は、ドイツのバイエルン州を地盤とする地域政党である。バイエルン州で圧倒的支持を保ち、全国政党のキリスト教民主同盟（CDU）と統一院内会派を組んでいる。
党名に「社会」（Soziale）が含まれているが社会主義政党ではなく、むしろ社会保守主義的な政党である。保守色の強い政党で、1980年代には当時のCSU党首フランツ・ヨーゼフ・シュトラウスが「CSUの右側に民主的な政党はあり得ない」（ドイツ語原文："Rechts von der CSU darf es keine demokratisch legitimierte Partei geben!"、意味：「CSU以上に右寄りの政党は極右である」）とも発言している。ただし経済政策においては社会的市場経済を支持し発展させている。
キリスト教民主同盟（CDU）とは姉妹政党の関係にあり、連邦議会では常に共同の統一院内会派（CDU/CSU）を組んできた。なおCSUはバイエルン州でしか活動しない地域政党であり、また全国政党のCDUもバイエルン州では活動しない。そのためCSUとCDUは競合せず、事実上CSUはCDUのバイエルン支部となっている。

## 概説
前身はヴァイマル共和国におけるバイエルン人民党であり、ひいては1870年に、オットー・フォン・ビスマルクに対抗して作られた、カトリック教会によるドイツ中央党の系譜を引き継いでいる政党である。しかしながら、バイエルン人民党にあった極端な右派的・保守的傾向と復古主義はキリスト教社会同盟（CSU）において希薄になったと言われている。バイエルン人民党は政治的カトリシズムに染まっていたが、キリスト教社会同盟（CSU）は設立時から福音主義教会信徒（バイエルンの場合、大部分がルター派。）にも門戸を開いている。現党首のマルクス・ゼーダーはルター派信徒である。保守政党としてキリスト教社会同盟（CSU）は国有化のような社会主義的思考を徹底して拒絶している。
1954年から1957年の間を除いてバイエルン州政権を独占、特に1962年以降は2008年～2013年、2018年以降の間を除いて州議会で単独過半数を占めており、州と党とキリスト教会という強力な三位一体をなしている。2003年の選挙では総議席の3分の2を占めた。2013年の州議会選挙では5年ぶりに過半数を獲得し、定数180で101議席を占めた。これは選挙制度に比例代表制を用いていることを考えると、驚くべき結果である。
2002年の連邦議会選挙ではドイツ全国でも比例で9%の得票率で58議席を獲得したが、バイエルン州のみで見るならば平均得票率は58.6%、選挙区によっては70%を超える選挙区もある（バイエルンがいかに保守的で地方主義的かという証拠でもある）。2005年の選挙では7.4%の得票率で46議席を、2009年の選挙では6.5%の得票率で45議席を獲得した。この45議席は、全て小選挙区当選である（全体の議席配分は比例代表に従うので、小選挙区当選者が比例配分枠を超えれば、比例当選者は出なくなる仕組み）。
2018年のバイエルン州議会選挙では、得票率37.3%（前回比-10.4%）と第一党を維持したものの、再び過半数を失った。反移民・反難民を掲げるドイツのための選択肢（AfD）が台頭したことから、CSUも難民規制の強化を主張するようになったものの、このことがキリスト教徒を離反させたと指摘されている。

### 党員構成
キリスト教社会同盟（CSU）は14万人の党員を擁するドイツで3番目に大きな政党であり、全国政党である同盟90/緑の党（B90/Grüne）、自由民主党（FDP）、左翼党（Linke）の2倍を超える党員がいる。結党当初の段階では、3万3千人を下回る党員数であった。 1990年には18万6千人の党員数を記録した。それ以降、約4分の1の党員を失った。
2016年末現在、バイエルン州住民の1.3%がキリスト教社会同盟（CSU）の党員であり、16歳になると入党資格を得られる。バイエルン州で党員比率を上回るのはザールラント州におけるキリスト教民主同盟（CDU）支部の1.93%だけである。キリスト教社会同盟の女性党員比率は20％である。党員の76％はカトリック信徒、19％が福音主義教会信徒である。

## 歴代党首
| 代 | 党首（Vorsitzende） | 党首（Vorsitzende）                                    | 在任期間          |
| -- | ------------------- | ------------------------------------------------------ | ----------------- |
| 1  |                     | ヨゼフ・ミュラー（Josef Muller）                       | 1946年 – 1949年   |
| 2  |                     | ハンス・エハード（Hans Ehard）                         | 1949年 – 1955年   |
| 3  |                     | ハンス・サイデル（Hanns Seidel）                       | 1955年 – 1961年   |
| 4  |                     | フランツ・ヨーゼフ・シュトラウス（Franz Josef Strauß） | 1961年 – 1988年   |
| 5  |                     | テオ・ヴァイゲル（Theo Waigel）                        | 1988年 – 1999年   |
| 6  |                     | エドムント・シュトイバー（Edmund Stoiber）             | 1999年 – 2007年   |
| 7  |                     | エルヴィン・フーバー（Erwin Huber）                    | 2007年 – 2008年   |
| 8  |                     | ホルスト・ゼーホーファー（Horst Seehofer）             | 2008年 – 2019年   |
| 9  |                     | マルクス・ゼーダー（Markus Söder）                     | 2019年 – （現職） |